# Ford P68
El Ford P68 fue un automóvil de carreras producido por Ford de 1968 a 1969.

## Resultados
(Clave) (negrita indica pole position) (cursiva indica vuelta rápida)

| Año  | Equipo           | Chasis | Clase   | Pilotos         | 1   | 2   | 3   | 4   | 5   | 6   | 7   | 8   | 9   | 10  | Puntos | Pos. |
| ---- | ---------------- | ------ | ------- | --------------- | --- | --- | --- | --- | --- | --- | --- | --- | --- | --- | ------ | ---- |
| 1968 | Alan Mann Racing | P68    | Grupo 6 |                 | DAY | SEB | BHC | MNZ | TFO | SPA | NÜR | WGN | ZEL | LMS | 0      | -    |
| 1968 | Alan Mann Racing | P68    | Grupo 6 | Bruce McLaren   |     |     | 29  |     |     |     |     |     |     |     | 0      | -    |
| 1968 | Alan Mann Racing | P68    | Grupo 6 | Mike Spence     |     |     | 29  |     |     |     |     |     |     |     | 0      | -    |
| 1968 | Alan Mann Racing | P68    | Grupo 6 | Jochen Rindt    |     |     | DNS |     |     |     |     |     |     |     | 0      | -    |
| 1968 | Alan Mann Racing | P68    | Grupo 6 | Denny Hulme     |     |     | PO  |     |     |     |     |     |     |     | 0      | -    |
| 1968 | Alan Mann Racing | P68    | Grupo 6 | Frank Gardner   |     |     |     | 49  | 35  | 36  |     |     | DNA |     | 0      | -    |
| 1968 | Alan Mann Racing | P68    | Grupo 6 | Richard Attwood |     |     |     | 49  |     |     |     |     | DNA |     | 0      | -    |
| 1968 | Alan Mann Racing | P68    | Grupo 6 | Chris Irwin     |     |     |     | DNS |     |     |     |     |     |     | 0      | -    |
| 1968 | Alan Mann Racing | P68    | Grupo 6 | Pedro Rodríguez |     |     |     | DNS |     |     |     |     |     |     | 0      | -    |
| 1968 | Alan Mann Racing | P68    | Grupo 6 | Hubert Hahne    |     |     |     |     | 35  | 36  |     |     |     |     | 0      | -    |
| 1969 | Alan Mann Racing | P69    | Grupo 6 |                 | DAY | SEB | BHC | MNZ | TFO | SPA | NÜR | LMS | WGN | ORC | 0      | -    |
| 1969 | Alan Mann Racing | P69    | Grupo 6 | Jack Brabham    |     |     | DNS |     |     |     |     |     |     |     | 0      | -    |
| 1969 | Alan Mann Racing | P69    | Grupo 6 | Frank Gardner   |     |     | DNS |     |     |     |     |     |     |     | 0      | -    |
| 1969 | Alan Mann Racing | P68    | Grupo 6 | Frank Gardner   |     |     | 32  |     |     |     |     |     |     |     | 0      | -    |
| 1969 | Alan Mann Racing | P68    | Grupo 6 | Denny Hulme     |     |     | 32  |     |     |     |     |     |     |     | 0      | -    |
| 1969 | Alan Mann Racing | P68    | Grupo 6 | Masten Gregory  |     |     | PO  |     |     |     |     |     |     |     | 0      | -    |